# Emerson Abreu
Emerson Bernardo de Abreu (Rio de Janeiro, 29 de julho de 1974), também conhecido como Tio Emerson, é um roteirista da Mauricio de Sousa Produções conhecido por seu trabalho na Turma da Mônica e a Turma da Mônica Jovem, especialmente a Supersaga do Fim do Mundo.

## Biografia

### Início de carreira
Emerson iniciou sua carreira após graduar-se em um curso de quadrinhos, onde fez projetos para um estúdio de publicidade, conteúdos eróticos e pequenas editoras.

### Turma da Mônica
Emerson entrou na Mauricio de Sousa Produções (MSP) em 1996, quando a Turma da Mônica era publicada pela Editora Globo, onde produzia textos e storyboards. Emerson tem o hábito de escrever durante a noite, por home office. Seu estilo único de roteiro na Turma da Mônica fez sucesso entre os fãs e algumas de suas histórias foram direcionadas por Mauricio de Sousa para serem desenhadas pelos melhores desenhistas e ganharam adaptações para desenhos animados. Suas obras foram adaptadas para o Cine Gibi e Uma Aventura no Tempo. Ele também escreveu para o Mônica 40 Anos.
Ele tornou-se notório pelo desenvolvimento dos personagens secundários Xaveco e Denise. A Denise havia sido criada como um "tapa-buraco" por Rosana Munhoz Silva, mas ganhou visual fixo e personalidade debochada com a utilização do linguajar clubber, tornando-se muito popular. Ela é debochada e cínica, dizendo sempre o que pensa. Já Xaveco ganhou uma família e virou uma piada por ser irrelevante. Ele servia como conselheiro nas histórias do Cebolinha. Outra personagem popular foi a Magali, que começou a abordar temas de magia em suas histórias. Suas histórias do Dudu também tornaram-se populares e usou a personalidade de garoto mimado e irritante criada por Paulo Back. Ele também foi responsável por criar diversos personagens, como Bruxa Viviane, As Meninas do Bairro das Pitangueiras, Legião dos Leitões Alados, Boneca Tenebrosa, Madame Creuzodete, Jumenta Voadora, Cúmulos, entre outros. Em dezembro de 2005, passou a escrever histórias que estavam interligadas entre si, criando um "cânon" dentro da Turma da Mônica. As histórias eram compreensíveis individualmente, mas se complementavam.

### Turma da Mônica Jovem
Seu trabalho mais popular foi na Turma da Mônica Jovem, especialmente a Supersaga do Fim do Mundo, composto pelas histórias Umbra, Herdeiros da Terra e A Torre Inversa. A MSP não tinha uma linha editorial fixa para a revista, e criou histórias de humor e terror, abordando temas considerados tabus no meio infantil, como reencarnação, luto, apocalipse, ocultismo, astrologia, necromancia e citações bíblicas. As histórias também faziam crossover com Chico Bento Moço e grante parte do desenvolvimento dos personagens era feito nas edições tradicionais. A saga iniciou-se em 2012 e durou 14 edições, intercalando com histórias mais leves de outros roteiristas.
Seu trabalho começou contrastar com as políticas internas da MSP, já que a empresa adotou uma linha editorial mais politicamente correta, especialmente após virar signatária dos Princípios de Empoderamento das Mulheres da ONU Mulheres e lançar o Projeto Donas da Rua em 2016. Por vezes, algumas cenas foram ajustadas pela MSP considerá-las forte demais. A Panini chegou a proibir Emerson de produzir mais histórias de terror, mas os fãs fizeram a hashtag #UnidosPeloEmerson viralizar e a editora reconsiderou a decisão. Na história Os Meninos São Todos Iguais, da Turma da Mônica Jovem #5 (2008), Denise utiliza gírias da comunidade LGBTQIA+, o que gerou uma onda de reclamações e parte da fandom passou a chamá-la de "mini-puta" e "mini-drag" no Orkut. As histórias do Xaveco também entrou em polêmicas quando seus pais se divorciaram. A abordagem da magia nas histórias da Magali dividiram opiniões, sendo criticadas por cristãos, especialmente católicos, e elogiadas pelos espíritas. Em Turma da Mônica Jovem #78, o storyboard original trazia o vilão Cúmulos infiltrando a banheira da Magali enquanto ela estava tomando banho e tenta lamber seu rosto, mas a MSP pediu para modificar a cena.

### Saída daTMJ
Em 2016, a Supersaga entrou em hiato pelo estresse que Emerson estava sofrendo durante sua produção, e ele passou a focar nas histórias da Turma da Mônica clássica. Em 2020 escreveu a primeira webcomic da Turma da Mônica, protagonizada pela Denise. A primeira história ganhou mais de 60 mil curtidas no Instagram.

## Estilo
No início da carreira, a MSP não creditava seus funcionários, o que rendeu críticas a Mauricio de Sousa. A empresa passou a creditá-los no expediente das revistas, mas em maio de 2015, os roteiristas, desenhistas e arte-finalistas foram devidamente creditados a partir da segunda série de publicações da Panini. Porém, mesmo que suas primeiras histórias não sejam creditadas, o trabalho era reconhecido pelos fãs pelas suas características marcantes.
Seu estilo foi importante para a consolidação da linguagem dos quadrinhos nacionais nos anos 90. Acreditava que "qualquer coisa pode virar uma história", e dá muita importância para a técnica e o contexto do gibi, além da leitura e absorção de ideias diferentes. Suas histórias são escritas para diversos públicos-alvo e costumavam a ser mais complexas do que o normal com vários elementos surpreendentes, o que as tornavam imprevisíveis. Elas costumavam a ter muitas referências e conexões narrativas, ou demoravam diversas edições para chegarem em suas conclusões. Suas histórias também costumam a dar protagonismo a personagens secundários. Seu humor também é peculiar, utilizando de elementos metalinguísticos e linguagem sarcástica, cínica, irônica e ácida. Seus storyboards costumam a ter o layout exagerado, com seus desenhos marcados pelas expressões faciais caricatas. Muitas vezes, seu traço era "corrigido" pelos outros artistas para se enquadrar ao padrão da MSP, porém com o passar do tempo, outros desenhistas, como José Aparecido Cavalcante, adotaram seu estilo. Emerson via os quadrinhos como "pequenos manuais de comportamento" para crianças, e preocupava-se em deixar lições de moral em suas histórias. Ele ficou conhecido especialmente por seus personagens secundários, e via a Denise como uma "válvula de escape" para as críticas sociais que ele queria expressar.

## Internet
Emerson é um ativista virtual, interagindo com os fãs através do WhatsApp, Facebook, Instagram e o Orkut, onde os incentiva a escrever fanfics e produzir outras obras relativas a Turma da Mônica. As caretas de suas histórias tornaram-se memes em comunidades do Facebook como Monicaposting. Além disso, postava falsos spoilers, teasers, storyboards e curiosidades nas redes sociais, rendendo-lhe o apelido de "Tio Emerson". Sua popularidade era tão grande que surgiram fanpages como Emersombrios Unidos e Vamos Enaltecer o Tio Emerson.